# Wilhelm Mewes (Beamter)
Wilhelm Mewes (* 18. März 1876; † 6. September 1964) war ein deutscher Beamter.

## Werdegang
Mewes schloss sein Studium mit Promotion ab. Er war Landesrat in Preußen. Von 1915 bis 1933 war er Vorsitzender des Vorstands und von 1947 bis 1957 Vorsitzender des Verwaltungsrates des Verbandes rheinischer Wohnungsunternehmen.
Daneben war er Vorstandsmitglied der Gesellschaft für Wohnungsrecht und -wirtschaft und Aufsichtsratsmitglied der Rheinischen Heimstätte.

## Ehrungen
- 1952: Großes Verdienstkreuz der Bundesrepublik Deutschland